# James Wilde (1er baron Penzance)
James Plaisted Wilde (12 juillet 1816 - 9 décembre 1899) est un juge britannique réputé et un éleveur de roses qui est également un partisan de la théorie baconienne selon laquelle les œuvres généralement attribuées à William Shakespeare sont en fait écrites par Francis Bacon.

## Jeunesse et éducation
Né à Londres, il est le fils d'Edward Archer Wilde, avocat, et de Marianne Norris . Son frère cadet, Sir Alfred Thomas Wilde, est lieutenant-général dans l'armée de Madras, tandis que Sir John Wylde (juge en chef de la colonie du Cap) et Thomas Wilde, 1er baron Truro (lord chancelier) sont ses oncles.
Il fait ses études au Winchester College et au Trinity College de Cambridge (immatriculé en 1834, diplômé BA 1838, MA 1842). Il est admis à l'Inner Temple en 1836 et admis au Barreau en 1839 .

## Carrière juridique
Il devient lui-même un avocat prospère et est nommé conseiller de la reine en 1855. Il est fait chevalier en 1860, peu de temps après sa nomination en tant que baron de l'Échiquier . Il préside la Cour des successions et des divorces de 1863 jusqu'à sa retraite en 1872, étant élevé à la pairie en tant que baron Penzance, de Penzance dans le comté de Cornouailles, en 1869. Il est le juge dans le cas sensationnel de divorce de Mordaunt .
En 1875, il accepte le poste de doyen d'Arches et préside un certain nombre de procès notoires ; Bell Cox, Dale, Enraght, Green et Tooth, en vertu de la loi de 1874 sur la réglementation du culte public découlant de la controverse ritualiste dans l'Église d'Angleterre .
En 1866, il préside Hyde v. Hyde, un cas de polygamie. 
Sa position reste la définition de common law du mariage dans tout l'Empire britannique et les États successeurs. Au Canada, elle est annulée par une définition légale explicite dans la Loi sur le mariage civil de 2005, qui autorise le mariage homosexuel.

## Shakespeare
Wilde fait valoir, à la suite de Lord Campbell et d'autres, que les œuvres de Shakespeare sont extrêmement précises en matière de droit. Dans The Bacon-Shakespeare Controversy (1890), il écrit sur « la parfaite familiarité de Shakespeare avec. . . La loi anglaise ... si parfaite et intime qu'il n'a jamais été incorrect et jamais en faute », arguant que c'est la preuve que les pièces sont l'œuvre d'un expert juridique tel que Bacon. Plusieurs autres auteurs suivent les arguments de Wilde sur l'expertise juridique utilisée dans Shakespeare, dont Sir George Greenwood. Les opposants au point de vue de Wilde font valoir que la connaissance de la loi par Shakespeare n'est pas exceptionnelle.

## Famille
Il épouse Lady Mary, fille de William Pleydell-Bouverie (3e comte de Radnor), en 1860. Il n'y a pas d'enfants du mariage. Le couple réside à Eashing Park, Godalming .
Dans son jardin de Godalming, à partir de Rosa eglanteria et de Rosa foetida, il produit deux nouvelles roses nommées Lady et Lord Penzance. Il produit ensuite 14 autres roses nommées d'après des personnages des romans de Sir Walter Scott, dont la Jeanie Deans Hybrid Rose.